# Coeur d’Alene (miasto)
Coeur d’Alene – miasto (city), ośrodek administracyjny hrabstwa Kootenai, w północnej części stanu Idaho, w Stanach Zjednoczonych, położone na północnym brzegu jeziora Coeur d’Alene. Według danych z 2022 roku liczy 56,7 tys. mieszkańców, oraz 183,6 tys. w obszarze metropolitalnym. Siódme co do wielkości miasto stanu. 
Miasto założone zostało w 1879 roku jako placówka handlowa w sąsiedztwie fortu Fort Coeur d’Alene (później Fort Sherman). Rozwój osady nastąpił po odkryciu złóż ołowiu i srebra (1883) oraz budowie pierwszej linii kolejowej (1886). W 1906 roku Coeur d’Alene uzyskało prawa miejskie.
Gospodarka miasta w dużej mierze opiera się na przemyśle drzewnym, materiałów budowlanych oraz elektronicznym. Ponadto rozwinęła się turystyka. W Coeur d’Alene swoją siedzibę ma zarząd lasów narodowych Idaho Panhandle National Forest.
Przez miasto przebiega autostrada międzystanowa nr 90.

## Demografia
W latach 2010–2020 populacja miasta wzrosła o 23,8% do 54,6 tys. mieszkańców. W 2022 roku struktura rasowa miasta przedstawiała się następująco: biali nielatynoscy – 86%, Latynosi – 5,6%, rasy mieszanej – 5,5%, Azjaci – 1,1%, rdzenni Amerykanie – 1,1% i czarni lub Afroamerykanie – 0,4%.
Według danych pięcioletnich z 2020 roku do największych grup należały osoby pochodzenia niemieckiego (21,6%), irlandzkiego (13%), angielskiego (12,9%), szkockiego lub szkocko–irlandzkiego (5,1%), norweskiego (4,6%), meksykańskiego (4,4%), włoskiego (4,4%), francuskiego (4%) i „amerykańskiego” (3,5%).

## Religia
Do największych grup religijnych obszaru metropolitalnego w 2020 roku należały: 
- lokalne bezdenominacyjne zbory ewangelikalne – 39,1 tys. członków w 26 zborach,
- Kościół katolicki – 27,1 tys. członków w 8 parafiach,
- Kościoły Chrystusowe – 15 tys. członków w 3 zborach,
- Kościoły zielonoświątkowe – ok. 10 tys. członków w 14 zborach,
- Kościół Jezusa Chrystusa Świętych w Dniach Ostatnich (mormoni) – 8,7 tys. wyznawców w 20 świątyniach.

## Miasta partnerskie
- Cranbrook (Kanada)

## Ludzie urodzeni w Coeur d’Alene
- Gregory Boyington (1912–1988) – lotnik z II wojny światowej
- Sage Kotsenburg (ur. 1993) – snowboardzista
- Luke Ridnour (ur. 1981) – koszykarz